# Peter Blau
Peter Michael Blau, född 1918, död 2002, var en amerikansk sociolog. Han var professor vid Columbia University i New York. Han var en  grundarna (tillsammans med George Homans) av utbytesteori.

## Biografi

### Barndom och ungdom
Peter Blau föddes i Wien, några månader innan det österrikisk-ungerska riket kollapsade. Han växte upp i en judisk familj när fascismen inom Europa växte och Hitlers inflytande i Österrike blev allt tydligare. Vid sjutton års ålder dömdes Blau för högförräderi, för att ha uttalat sig mot regeringens förtryck i artiklar som han skrev för en underjordisk tidning för det socialdemokratiska arbetarpartiet och fängslades därefter. Blau fick tio års fängelse i det federala fängelset i Wien. Han släpptes sedan kort efter fängelsestraffet, när förbudet mot politisk verksamhet hävdes på grund av nationalsocialisternas maktövertagande. När Nazityskland annekterade Österrike försökte Blau fly till Tjeckoslovakien den 13 mars 1938. Både Blau och hans syster – som skickades till England – lyckades fly. Resten av hans familj bestämde sig dock för att stanna i Österrike. Blaus ursprungliga försök att fly misslyckades, eftersom han tillfångatogs av nazistisk gränspatrull och satt i fängelse i två månader. Under dessa två månader blev han torterad, han fick svälta och tvingades att enbart äta ister.